# Enrico Longinotti
Enrico Longinotti (Firenze, 6 novembre 1912 – Firenze, 4 novembre 1979) è stato un imprenditore e dirigente sportivo italiano, fondatore dell'omonima industria meccanica fiorentina.
Già consigliere della ACF Fiorentina, ne divenne presidente nel 1961, carica mantenuta fino alle sue dimissioni, il 12 febbraio 1965, vendendo la società a Nello Baglini.